# Mirití-Paraná
Mirití-Paraná és un corregiment departamental colombià localitzat a la conca del riu homònim i que està al nord del departament d'Amazones. Al nord limita amb el departament de Caquetá, el corregiment de La Victoria i el departament de Vaupés. A l'est limita amb el corregiment de La Pedrera; i al sud i l'oest limita amb el corregiment de Puerto Santander. La seva capçalera municipal està a 100 msnm i al seu centre poblat hi destaca, al marge occidental del riu l'Internado Indígena San Antonio de Padua, que és un establiment educatiu de la Secretaria d'Educació departamental de l'Amazones i un lloc de salut associat a la E.S.E. Hospital San Rafael de Leticia. Al marge oriental hi ha la Casa Administrativa del corregiment i una estació de telecomunicacions de l'empresa de telèfons mòbils Comcel. A més a més, també hi ha altres localitats amb menys població, la majoria dels quals estan habitats per yukunes i que s'ubiquen a prop de la riba del riu Miriti. Les comunitats més destacades són: Providencia, Puerto Nuevo, Huayaca, Puerto Libre, Bellavista i Mamurá.

## Història
Des de principis del Segle XX, a la zona de l'actual Mirití-Paraná ja hi havia productors de cautxú. El 1927 es va construir un magatzem al lloc de San Antonio, a on comença la pista forestal des del riu Caquetá capa a Santa Isabel. El 1968, el corregiment del vararero es va traslladar al riu Apaporis, a prop de la boca del riu Guayacá. El 1971 es va suprimir el corregiment de Mirití, que passà a formar part del de La Pedrera (Departament d'Amazones), corregiment que es va restablir l'any següent. El 1976, la seu del corregiment es va traslladar a San Antonio, davant de l'internat. Els límits del corregiment es van establir el 1988.

## Infraestructures i accessos
Els principals accessos de Mirití-Paraná són per la via fluvial. El riu Mirití és el seu principal riu navegable. La Pedrera és el poble més proper, tot i que entre els dos hi ha 165 km en línia recta i a través dels rius Caquetá i Mirití, hi ha una distància de 309 km.

## Turisme
Els principals atractius turístics de Mirití-Paraná són:
- Salt del Tequendama
- Raudal Chimborazo
- Camí de Santa Isabel
- Platja de San Antonio
- Balls tradicionals de plumes i màscares